# سعد حسين (لاعب كرة قدم)
سعد حسين الصوان (مواليد 7 مارس 1993) هو لاعب كرة قدم قطري يلعب في خط الدفاع حالياً مع نادي معيذر.

## مسيرة اللاعب
لعب في نادي الشحانية ونادي الريان ونادي السيلية ونادي معيذر.

## روابط خارجية
- سعد حسين الصوان على موقع Soccerway.com (الإنجليزية)
- سعد حسين الصوان على موقع عالم كرة القدم.نت (الإنجليزية)